# Lộc Yên, Cao Lộc
Lộc Yên là một xã thuộc huyện Cao Lộc, tỉnh Lạng Sơn, Việt Nam.
Xã Lộc Yên có diện tích 31,03 km², dân số năm 2000 là 1.704 người, mật độ dân số đạt 55 người/km².
Theo thống kê năm 2019, xã Lộc Yên có diện tích 31,03 km², dân số là 1.807 người, mật độ dân số đạt 58 người/km².